# Parviz Meshkatian
Parviz Meshkatian (en persan : پرویز مشکاتیان, Parviz Meshkātiān), né le 15 mai 1955 à Nichapur (État impérial d'Iran) et mort le 21 septembre 2009 à Téhéran (République islamique d'Iran), est un compositeur iranien et un musicien, maître de santour.
Après avoir appris les rudiments de l'art avec son père Hassan Meshkatian, virtuose de târ et de santour, il fréquente la Faculté des Beaux-Arts où ses études de musique lui permettent de fréquenter des maîtres fameux (Mirza Abdollah, Nour Ali Boroumand, Darioush Safvat, Abdollah Khan Davami) auprès desquels il apprend le répertoire classique (le radif) du santour et du setâr. 
Parviz Meshkatian a été professeur de santour au Centre de préservation et de propagation de la musique traditionnelle persane, à Téhéran, avant de participer à la Radio et la Télévision iranienne.
Depuis 1977, il enseignait librement la musique et accompagne, avec son Ensemble Aref, les plus grands chanteurs, notamment Mohammad Reza Shadjarian. Il a également fondé l’Ensemble Sheyda.
En 1982, il a publié 20 pièces pour santour. Il enseignait depuis la musique à l'université de Téhéran.

## Discographie
- En solo :
  - Dawn, (1996).
- Avec Mohammad Reza Shadjarian & Nâsser Farhangfar : 
  - Aastaan e Jaanaan, en shur, (1982).
- Avec Mohammad Reza Shadjarian & Ensemble Aref :
  - Bidaad, en homâyun (1985).
  - Nava - Morakkab Khani, en navâ, segâh et dashti, (1986).
  - Dastan, en chahargâh (1987).
  - Iran, Dastgah Chahargah, (1991).